# 그리스의 이름
그리스와 그리스 민족을 이르는 수많은 이름이 있는데, 그리스인들 자신들도 여러 이름으로 부른다. 시대 변화에 따라 그리스를 칭하는 새로운 이름이 생겼는데, 완전히 새로운 이름이나 과거의 이름 또는 외국인들이 차용하거나 전통에서 나온 이름도 있다. 각 이름은 각 시대마다 널리 쓰였으며, 서로 바꿔 써도 같은 뜻이다.
가장 보편적인 그리스 민족의 이름은 헬레네스(Έλληνες)으로, 그 기원은 호메로스로 거슬러 올라간다. 호메로스의 일리아스에서 "헬라스"(Eλλάς)와 "헬레네스"는 아킬레우스가 이끄는 테살리아 프티아의 부족 이름으로 나온다. 전 역사를 통틀어 그리스인은 온갖 이름으로 불렸다. 알렉산드로스 대왕이 정복하여 헬레니즘화된 지역이나 이 시기 유대 땅에서 '그리스 사람'이란 그리스 고유의 교육(문화 등)을 받은 사람을 이르는 말이었다. 마카베우스서에서 그리스 문화를 받아들인 유대인을 이르러 "스스로 그리스인이 된 사람" (מתיוונים, mityavnim). 이라 부르고 있다. 고대 말기에 그리스 사람들은 자신을 "로마 사람"(Ῥωμαίοι, Ρωμιοί, 로마오이)로 칭하였는데, 기원후 212년 이후 사실상 모든 그리스인이 로마 시민권을 얻었기 때문이다. 4세기에 콘스탄티노스 대제는 기독교에 호의를 보이고, 로마 제국의 수도를 콘스탄티노폴리스로 천도하였다. 테오도시우스 1세가 기독교를 국교로 선언하자, "헬레네Hellene"란 말은 "다신교 (이교)를 신봉하는 자를 가리키게 되었는데, 모든 고대 철학이 우상숭배로 치부되었기 때문이었다. 서유럽은 이들을 칭할 때 "그리스인"이라 불렀으며, 유대인은 "야바님"(יוונים , Yavanim), 페르시아인과 튀르키예인은 "유난"(Yunan)이라고 불렀다. (야바님과 유난은 이오니아 인을 뜻한다) 한 가지 흥미로운 명칭은 조지아어인데, 이들은 그리스인을 "베르제니"(ბერძენი, berdzeni)라고 부르는데, 아마도 이 말은 "현명한"이라는 뜻의 조지아 낱말에서 나온 것으로 보이며, 철학이 그리스에서 탄생하였다는 생각에서 비롯되었다.
기원전 8세기에 마그나 그라이키아에 처음으로 그리스인들이 식민시를 건설하였다. 이들 정착자와 교류하면서 '그리스'란 이름이 서구 세계에 생겨났다.

## 그리스를 이르는 일반적인 이름
로마인들이 라틴어로 그리스와 그리스인을 칭하던 이름은 "그라이키아(Graecia)"와 "그라이쿠스(Graecus)"인데, 대부분의 유럽어와 이들 언어에서 명칭을 빌려온 언어의 그리스 표기는 라틴어 명칭에서 유래하였다.
| - 카탈루냐어: Grècia - 크로아티아어: Grčka - 영어: Greece - 프랑스어: Grèce - 이탈리아어: Grecia - 독일어: Griechenland - 에스파냐어: Grecia - 포르투갈어: Grécia - 네덜란드어: Griekenland - 서프리슬란트어: Grikelân - 아프리칸스어: Griekeland - 폴란드어: Grecja - 덴마크어: Grækenland | - 몰타어: Greċja - 스웨덴어: Grekland - 아이슬란드어: Grikkland - 핀란드어: Kreikka - 에스토니아어: Kreeka - 알바니아어: Greqia - 루마니아어: Grecia - 헝가리어: Görögország - 슬로바키아어: Grécko - 슬로베니아어: Grčija - 라트비아어: Grieķija - 리투아니아어: Graikija - 필리핀어: Gresya | - 콘월어: Pow Grek - 웨일스어: Groeg - 아일랜드어: An Ghréig - 러시아어: Греция (Gretsia) - 보스니아어: Grčka - 우크라이나어: Греція (Hretsiia) - 세르비아어: Грчка / Grčka - 마케도니아어: Грција / Grcija - 체코어: Řecko - 크로아티아어: Grčka - 불가리아어: Гърция (Gǎrcija) - 일본어: ギリシャ (기리샤) - 바스크어: Grezia - 한국어: 그리스 |

중동이나 동방 언어에서는 "yun" or "ywn" 어근이 흔하다. 이 말은 소아시아의 그리스 지명인 이오니아에서 나온 말이다.
| - 아랍어: يونان (Yūnān) - 아람어: ܝܘܢ or יון (Yawān, Yawon) - 아르메니아어: Հունաստան (Hounastan) - 아제르바이잔어: Yunanıstan - 힌두어: यूनान (Yūnān) | - 성서 히브리어: יָוָן (Yāwān) - 현대 히브리어: יוון (Yavan) - KJV 성경 히브리어: Javan - 인도네시아어: Yunani - 쿠르드어: Yewnanistan | - 라즈어: Yonaneti-Xorumona(ხორუმონა) - 네팔어: यूनान (Yūnān) - 페르시아어: یونان (Yūnān) - 산스크리트어: Yavana - 타지크어: " Юнон" - 튀르키예어: Yunanistan |

세 번째로 "hl" 어근이 있는데, 그리스를 비롯한 세계 일부 나라에서 쓰인다.
| - 그리스어: Hellas 또는 Hellada - 복조 정서법: Ἑλλάς 또는 Ἑλλάδα - 단조 정서법: Ελλάς 또는 Ελλάδα | - 노르웨이어: Hellas - 베트남어: Hy Lạp | - 중국어: 希臘(정체) / 希腊(간체) (병음: Xīlà; 월병: hei1 laap6) |

조지아어에서는 "그리스"를 이르는 낱말의 어근이 "-berdz-"("지혜"를 뜻하는 낱말에서 나옴)이다. 그래서 "그리스"를 "Saberdzneti"라고 쓴다.

## 아카이아 사람 (Αχαιοί,아카이오이)
호메로스의 일리아스를 보면 그리스 동맹군은 세 가지 이름으로 불리며, 때론 같은 의미로서 서로 바꿔 쓰기도 한다. "아르고스 사람"(Αργείοι, 일리아스에 29번 언급), "다나오스 사람"(Δαναοί, 138번 언급), "아카이아 사람"(Αχαιοί, 598번 언급)이 바로 그러하다.

## 헬라스 사람 (Έλληνες,헬레네스)
트로이아 전쟁 시대에 헬레네스 사람들은 테살리아의 프티아 지방에서 알로스, 알로페, 트라키스, 펠라스기의 아르고스에 사는 작지만 용감한 부족이었다. 이렇듯 호메로스에서 나오는 '헬라스'란 "아름다운 여성들의"(καλλιγύναικος)로 묘사되며, 이들 전사인 헬레네스는 뮈르미돈 사람과 더불어 아킬레우스의 휘하에 있었다.
낱말 '헬레네'의 어원을 두고 여러 설이 제기되었는데, '헬라스'(Ελλάς) 낱말을 해체해보면 "우리 사람", "우리 나라", "돌로 된 우리 사람"이란 뜻이 되는데, 이를 그리스의 대홍수 신화와 연관짓기도 한다. 신화를 보면 홍수가 끝나고 데우칼리온과 퓌라는 제우스가 명한대로 땅에 돌을 던지자, 사람이 솟아나왔다고 한다.

### "헬레네스" 용례의 확산
일개 부족 이름이 아닌 넓은 의미로 헬레네스가 쓰인 첫 사례는 근린 동맹의 경기에서 승리하여 헤라클레스에 봉헌한 에켐브로투스의 비문에 등장한다. 이 표현은 기원전 8세기에 고대 올림피아 경기에서 도입되어 기원전 5세기에 완전히 굳어진 것으로 보인다. 그리스-페르시아 전쟁 이후 델포이의 한 비문에서는 페르시아에 승리한 것을 축하하고, 파우사니아스를 두고 헬레네스를 이끄는 장군으로 찬미하는 내용이 있다. 엘레우시스 비의 등 종교 축제나 (고대 올림피아 경기를 비롯한) 범그리스 경기는 범그리스의 통일이란 인식을 촉진시켰다.

### 북쪽의 부족 사회
그리스인이 알던 네 부족 집단이 남하하고 오랜 세월이 지나, 기년(紀年)의 기준이 되는 건국 영웅의 후손에 대한 신화적 계통이 발달하면서 북부 부족의 정체성을 인지하는 방법에도 영향을 주었다. 널리 퍼진 전설에 따르면, 데우칼리온과 퓌라의 아들 헬렌은 뉨프 오르세이스에게서 세 아들 아이올로스, 도로스, 쿠토스를 얻어 이들은 각자 헬라스의 주요 부족인 아이올리아인, 도리아 인, 아카이아 인, 이오니아 인을 창건하였다고 한다.
트로이아 전쟁 시대에 에페이로스인들(몰로소이인, 테스프로티아인, 카오니아인)은 헬라스 사람(헬레네스)으로 여겨지지 않았는데, 당시에는 '헬라스 사람'이라면 아킬레우스를 비롯한 테살리아의 소부족들에 국한되었기 때문이다. 이 이름이 올륌포스 산 남쪽의 모든 사람에게 적용된 뒤에도, 북쪽에 기원을 두고 사는 사람들은 제외되었다. 이들 북쪽 사람들이 그리스-페르시아 전쟁에 참여하지 않았던 점도 한 원인이었는데, 이 전쟁은 모든 헬라스 사람의 중요한 과업으로 여겨졌으며, 페르시아 전쟁 이후에는 올림피아 경기에서 헬라스 각 부족의 대표들이 인정받았으며, 다른 헬라스 사람과 함께 겨루었다. 이 시대에 북쪽 사람들이 계속 개별 민족, 또는 부족 연합으로 여겨졌으며 남쪽의 민주정 혹은 과두정적인 폴리스 체제와 달리 고졸기의 왕정 체제였다는 점도 이들을 "오랑캐"로 보는 시각에 한몫하였다.
투퀴디데스는 아카르나니아인, 아이톨리아인, 에페이로스인, 상부 마케도니아인을 '오랑캐'라고 불렀는데, 이들 부족들이 그리스어 방언이 상당히 다르고 옛날식이라 투퀴디데스같은 아티케 그리스어를 쓰는 남쪽 사람이 듣기에 이해하기 어렵고 조야하게 들려 "오랑캐의 말을 하는(barbarophone)"으로 여겨졌다는 의미이다. 비슷하게 아테네의 웅변가 데모스테네스는 자신의 세 번째 필리포스 탄핵에서 마케도니아의 필리포스 2세를 오랑캐보다 나쁘다고 칭하였는데, 이는 마케도니아인의 낯선 문화가 그리스 수준에 맞지 않는다는 뜻이지 그들의 태생을 끌어들여서 하는 말은 아니었다. "

### 헬라스 사람과 오랑캐
이후 수백년 동안 헬레네란 말은 문명인이 아닌 "오랑캐"와 대비되는 표현이었다.
그리스 부족들은 자신들이 이웃 이민족과는 다른 언어를 쓰고 있음을 이내 알게되었고, 그리하여 이들에 대해 "교양 없는", "문명이 아닌", "외국말을 쓰는"이라는 뜻으로 "오랑캐"(βάρβαρος)라고 칭하였다. 이 '바르바로스(오랑캐)'란 낱말은 원래 의성어로 그리스 사람이 듣기에 외국 사람이 말하는 것이 "bar-bar"하고 더듬는 것처럼 들렸기 때문일 것이다. 이 말은 이집트인에 대해서도 마찬가지인데, 헤로도토스에 따르면 "다른 말을 하는 사람은 모두 오랑캐로 칭한다"라고 하며, 세월이 흘러 슬라브인은 독일인에게 "말 없는"이란 뜻의 nemec라는 이름을 붙였는데, 그들 자신은 "언어가 있는 사람"을 뜻하는 slověnski라고 칭하였다. 아리스토파네스의 새를 보면, 그는 새에게 말하는 법을 가르치지만 자신은 문맹인 감독자를 두고 "오랑캐"라고 부른다. 이 낱말은 결국 경멸적인 의미로 쓰여, 문화가 다른 외국인 전체를 가리키는 말로 확대되었으며, 결국 일반적으로 "문맹" 또는 "교양 없는"이란 의미를 띄게 되었다. 그리하여 "글자를 모르는 사람도 오랑캐이다." 할리카르나소스의 디오뉘시오스에 따르면 헬라스 사람은 오랑캐와 네 가지 면에서 다른데, 그것은 정제된 언어, 교육, 종교, 법 준수라고 하였다. 그리스어 교육은 귀족 자제의 필수 조건이 되었다. 파울로스는 복음을 모든 사람에게 설교하는 것을 자신의 의무로 여겼는데, "헬라스인이건 오랑캐건 지혜로운 자도 있고 어리석은 자도 있다."라고 말하였다.
헬라스 사람과 오랑캐의 차별은 기원전 4세기까지 이어졌다. 에우리피데스는 헬라스 사람이 오랑캐를 지배해야 한다고 생각하였는데, 전자는 자유가 예정되어 있지만, 후자는 속박이 정해져 있기 때문이다. 아리스토텔레스는 "오랑캐와 노예의 본성은 같다"고 결론지었다. 스토아 학파의 가르침으로 인종 차별이 퇴색되었는데, 이들은 본성과 관습을 구분하고, 모든 사람이 신 앞에서 같은 자격을 가지며, 따라서 본성에 따라 서로가 불평등할 수 없다고 가르쳤다. 때맞춰 이소크라테스는 헬레네란 말을 인종이 아닌 지적 특성을 가리키는 말로 썼다.
알렉산드로스 대왕의 정복으로 그리스 문화가 아시아로 수입되어 이 지역의 사회와 교육을 변화시키면서 동방에서 그리스의 영향력이 공고해졌다. 이소크라테스는 자신의 연설 '송덕문'(Panegyricus)에서 "이제 아테네는 사상과 표현면에서 여타 인류에 뒤쳐지게 되었으며, 그 제자들이 세계의 교사가 되었다. 아테네는 '헬라스'란 이름을 더 이상 인종이 아닌 지성으로 구분케 하였으며, '헬레네'의 이름은 혈통이 아니라 교육 여부를 가리키게 되었다." 헬레니즘 문명은 고전 그리스 문명을 세계적인 규모로 혁신하였으며, 모두에게 열렸다. 비슷하게 "헬라스 사람"이란 말도 그리스 민족을 가리키는 것에서 그리스의 관습에 따라 삶을 영위하는 모든 사람을 가리키게 되었다.

## 그리스 사람 (Γραικοί,그라이코이)

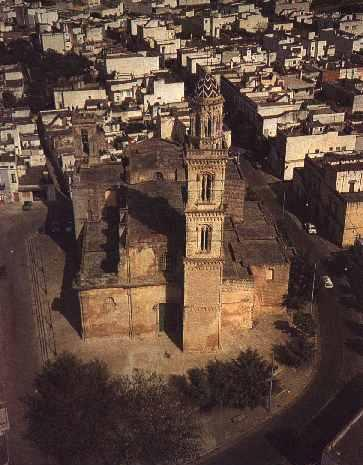
솔레스토는 이탈리아 아풀리아 주에서 그리스어를 쓰는 아홉 도시 가운데 하나이다. 이곳 주민들은 기원전 8세기에 이탈리아와 시칠리아로 이주한 첫 그리스 정착민들의 후손이다. 이들 도시에 사는 사람들은 자신을 '그레코스'(Grekos)라고 칭하는데, 이는 라틴어 '그라이쿠스'에서 나온 말이며, 자신들을 헬라스 사람으로 인식한다.

현대 영어에서 쓰는 'Greek'은 라틴어 '그라이쿠스'(Græcus)에서 온 말이다. 그라이쿠스는 원래 그라이코이(Γραικοί)의 시조 이름인 그라이코스(Γραικός)에서 나왔는데, 그라이코스는 기원전 8세기경 이탈리아로 이주한 사람으로, 서구 세계에서 그 이름이 헬라스 사람을 칭하는 말이 되었다. 호메로스는 일리아스의 선박의 목록에서 보이오티아 군대에 대해 언급하면서, 처음으로 그라이아(Γραῖα)라는 지명을 기록하였으며, 파우사니아스는 고대 도시 타나그라가 '그라이아'로 불린 적이 있었다고 말한 바 있으며, "그라이아가 어디인지는 아무도 모르는데, 아리스토텔레스는 그곳이 델리온과 같은 해안에서 훨씬 동쪽인 오로포스 근처라고 하였다."라고 덧붙였다. 고대 이탈리아 네아폴리스 서쪽에 있고, 로마 시 남쪽에 있던 도시 쿠마이는 퀴마 사람과 칼키스 사람과 더불어 그라이아 사람이 건설한 도시인데, 고대 로마 사람들이 그라이아 사람과 접촉한 것 때문에 헬라스어를 쓰는 모든 부족을 '그리스 사람(Græci)'으로 칭하게 된 것 같다.
'그리스' 명칭에 대해 언급한 가장 오래된 자료를 남긴 아리스토텔레스는 홍수가 일어나 중부 에페이로스를 휩쓸었는데, 그 땅에 살던 사람들이 예전에 '그리스 사람(γραικοί)으로 불렸으며, 나중에는 '헬라스 사람'(Έλληνες)이란 이름이 붙었다고 한다. 헤시오도스는 그라이코스가 데우칼리온 집안 사람이며, 그 이름은 도도네의 사제에게 붙은 직함인 '게라니오스'(γηραιός, "늙은")과 관련이 있다고 한다. 고대 그리스인의 이탈리아 식민화에 관한 지배적인 이론에 따르면, 에페이로스에 살던 일부 사람들이 도도네를 지나 프티아로 이주하여 멸칭으로 '헬라스 사람'(아킬레우스가 트로이아로 이끌었던 부족)로 부르게 되었다고 한다. 남아있다가 나중에 온 다른 부족과 통합한 사람들도 이 이름을 잃지 않았다. 여기스 그들은 서쪽으로 이탈리아를 향하여 이주하였다.
로마인들은 '그리스인'이라는 말에 경멸적인 뉘앙스를 담기도 하였는데, 호라티우스는 "정복당한 그리스가 거친 정복자이자 문명화된 농민 라틴 사람을 정복하였다." (Graecia capta ferum victorem cepit et artes intulit agresti Latio)라고 썼으며, "난 다나오스 사람(그리스인)이 선물을 들고 있어도 두렵다"(Timeo Danaos et dona ferentes)라는 표현을 만들기도 하였다. 키케로는 '오만하고 작은 그리스놈'이란 뜻의 "그라이쿨리(Graeculi)"라는 멸칭을 만들었다.